# Rodrigo Maranhão
Rodrigo Maranhão (sinh ngày 11 tháng 12 năm 1992) là một cầu thủ bóng đá người Brasil.

## Sự nghiệp câu lạc bộ
Rodrigo Maranhão đã từng chơi cho Zweigen Kanazawa.